# Pablo Tabernero
Pablo Tabernero (nacido Peter Paul Weinschenk) (Berlín, 8 de agosto de 1910-24 de octubre de 1996) fue un fotógrafo de cine.

## Biografía
Nacido en Berlín, en el seno de una familia alemana de origen judío de clase media y se formó como fotógrafo de cine junto a pioneros del Bauhaus en tiempos de la República de Weimar. Recibió su diplomas en 1929 en la escuela de fotografía de la Asociación Lette en Berlín[cita requerida], comenzó su carrera como asistente del director Curt Oertel.[cita requerida]
Escapando de la Alemania nazi se mudó a Barcelona en 1933[cita requerida] donde aprendió el español leyendo el Don Quijote[cita requerida] y trabajando en foto fija y camarógrafo en películas españolas.[cita requerida]
Fue reclutado en 1936 durante la Guerra Civil Española, integró el equipo de rodaje de la Columna de Buenaventura Durruti, y realizó fotografías que recorrieron el mundo ilustrando la confrontación española. . Pablo Tabernero fue un destacado director de fotografía del cine argentino. Había nacido en Berlín en el seno de una familia judía de clase media. Su verdadero nombre fue Peter Paul Weinschenk. Tabernero se formó como fotógrafo de cine junto a pioneros del Bauhaus en tiempos de la República de Weimar. En 1933 se vio forzado a huir del régimen nazi refugiándose en la España de la Segunda República, donde se desempeñó como director en algunas de las más destacadas producciones del incipiente cine sonoro. Durante la Guerra Civil integró el equipo de rodaje de la Columna de Buenaventura Durruti, y fue responsable de muchas de las imágenes que recorrieron el mundo ilustrando la confrontación española. Tabernero llegó como refugiado a Buenos Aires donde adoptó su nombre al de Pablo Tabernero en octubre de 1937. Allí lo esperaba un contrato de trabajo para iluminar su primera película, Nace un amor de Luis Saslavsky; más tarde Prisioneros de la tierra de Mario Soffici. En Argentina fue director de fotografía en más de cuarenta largometrajes y documentales. En 1943 fue galardonado con el Premio Cóndor de Plata al mejor fotógrafo por la Academia de Artes y Ciencias Cinematográficas de la Argentina. En 1956, fue director de los Laboratorios ALEX y posteriormente fue profesor en la Universidad de La Plata.
En 1967 se mudó con su familia a los Estados Unidos trabajando en Movielab, Inc. en Nueva York, fue editor y traductor del SMPTEJournal.[cita requerida]
Weinschenk-Tabernero estuvo casado hasta su deceso con Georgette, madre de sus hijos Henry, Ernesto, Paul y Christian; Anna, Ruth e Ingrid.
El documental Esperando a Tabernero dirigido por Eduardo Montes Bradley rodado en Argentina, Berlín y Barcelona se estrenó en 2020.

## Filmografía
- 1958 El festín de Satanás
- 1956 Enigma de mujer
- 1956 El tango en París
- 1956 La dama del millón
- 1956 Los maridos de mamá
- 1955 Lo que le pasó a Reynoso
- 1954 La Quintrala, doña Catalina de los Ríos y Lisperguer
- 1954 Maleficio episodio argentino
- 1954 La dama del mar
- 1953 Un ángel sin pudor
- 1952 La parda Flora
- 1952 No abras nunca esa puerta
- 1951 Café Cantante
- 1950 El seductor
- 1950 Escuela de campeones
- 1949 Cita en las estrellas
- 1949 Vidalita
- 1948 La novia de la Marina
- 1947 El que recibe las bofetadas
- 1947 Siete para un secreto
- 1946 Lauracha
- 1946 Soy un infeliz
- 1945 Villa Rica del Espíritu Santo
- 1944 Siete mujeres
- 1944 La casta Susana
- 1943 Stella
- 1942 Ponchos azules
- 1942 Ven... mi corazón te llama
- 1942 El gran secreto
- 1940 Encadenado
- 1940 El hijo del barrio
- 1939 Prisioneros de la tierra
- 1939 Margarita, Armando y su padre
- 1938 Nace un amor
- 1938 La chismosa